# Hospital de Alta Resolución El Toyo
El Hospital El Toyo es un centro hospitalario que forma parte del Complejo Hospitalario Torrecárdenasy está gestionado por la Consejería de Salud de la Junta de Andalucía a través del SAS, y ubicado en la localidad de Retamar, en Almería.
Es el único centro hospitalario de alta resolución de la provincia de Almería.

## Área de influencia
Dentro de la red hospitalaria del Sistema Sanitario Público de Andalucía, está catalogado como Hospital de Alta Resolución y cubre la atención médica especializada de los municipios de Níjar y Carboneras, así como de los barrios del levante de la ciudad de Almería, suponiendo un área de más de 80.000 personas.

## Unidades de Gestión Clínica
- Aparato Digestivo
- Cardiología
- Hematología
- Medicina Interna
- Hematología
- Dermatología
- Oftalmología
- Ginecología
- Urología
- Anestesiología y reanimación
- Medicina preventiva

## Datos básicos de funcionamiento
Personal
Profesionales: 188. Sanitario: 130. No sanitario: 58
Infraestructuras
N.º de camas: 44. Quirófanos: 6
Actividad (2023)
Pruebas diagnósticas: 102.679 Urgencias: 90.135. Consultas: 49.418
Intervenciones Quirúrgicas
Programadas: 6832. Ambulatorias: 6688